# Ринальди, Бьянка
Бьянка Ринальди (порт. Bianca de Carvalho e Silva Rinaldi, род. 15 октября 1974, Сан-Паулу) — бразильская актриса. Она наиболее известна своими ролями в теленовеллах, особенно в A Escrava Isaura.

## Биография
Ринальди родилась в Сан-Паулу, Бразилия. Она занималась гимнастикой с 8 до 13 лет. Она начала свою карьеру на телевидении в 1990 году, когда её выбрали «Пахитой» для шоу Xuxa’s Show. Она покинула шоу в 1995 году, чтобы продолжить актёрскую карьеру на бразильском телевидении и в театре.
В 19 лет она решила изучать искусство интерпретации, начав таким образом свою работу на телевидении и в театре. В мыльной опере Малхасан, ещё на канале Globo, она играла Урсулу.
Она получила признание критиков в бразильских СМИ за свою работу над «Pícara Sonhadora» и «A Escrava Isaura».
В 2010 году Арминда была главной героиней новеллы Ribeirão do Tempo.
В марте 2013 года Ринальди не продлила контракт с Rede Record, которая объединила вещательную компанию с 2004 года.
После непродления этого контракта с Rede Record роль, которую она сыграет в новелле Pecado Mortal, Карлос Ломбарди, была отдана Симоне Споладоре.
Во второй половине 2013 года актриса подписала контракт с Rede Globo. Она снялась в мыльной опере Em Família.

## Личная жизнь
Ринальди вышла замуж за Эдуардо Менге 1 января 2002 года. У них есть дочери-близнецы Беатрис Менга и София Менга (родились 10 мая 2009 года).